# سوبیانوویتسه

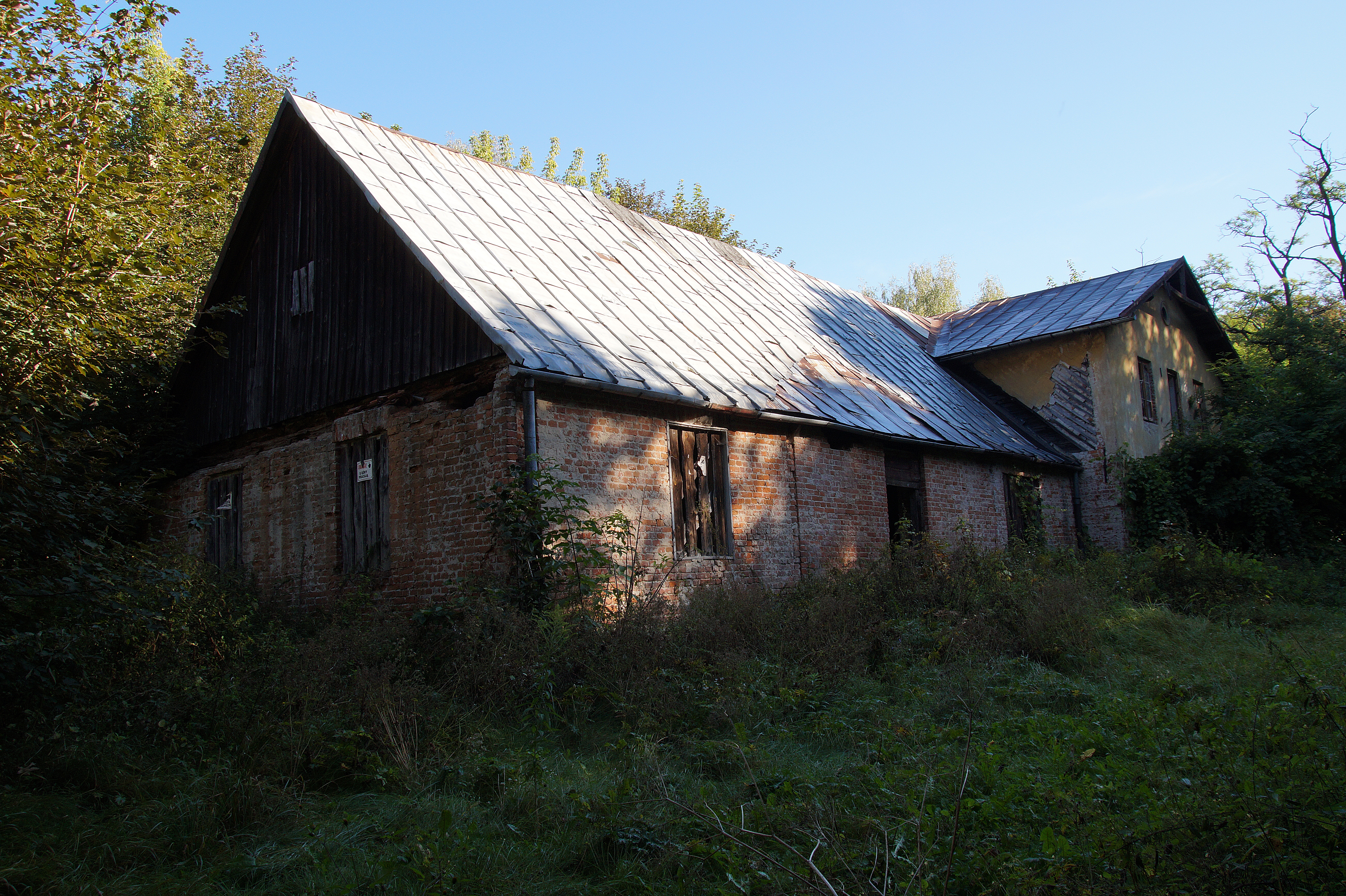
این تصویر متعلق به سوبیانوویتسه (به لهستانی: Sobianowice) یک منطقهٔ مسکونی در لهستان است که در گمینا وولکا واقع شده‌است.

سوبیانوویتسه (به لهستانی:  Sobianowice) یک منطقهٔ مسکونی در لهستان است که در گمینا وولکا واقع شده‌است. سوبیانوویتسه ۴۱۰ نفر جمعیت دارد.